# 误击三柱门
误击三柱门是板球运动中的一种出局的方式。这种出局方式在板球规则的第35条中规定。
如果误击三柱门击球员出局，投球手在投球，球在进行中，他的球板或身体碰倒了三柱門。击球员可能在准备接球或接投球或投球后准备进行第一次的跑时。简单地说如果击球手在试图击球或者说准备跑，碰倒柱门的横木或者将柱门连根拔起，他会因误击三柱门而出局。
在接杀，投杀，腿截球，截杀，持球撞柱 之后，这种方式是第六个最常用的出局方式。它比以上常规的五种更少见，但是仍然比以下其它的四种方式更常见。超时，持球，扰乱捕手 以及跟随二次击球，这四种极其少见。 
尽管投球手得了三柱門的分，但这不是投球手主动寻求击球手的出局方式。如果球实际上不是由投球手所投的球或如果投球是坏球，击球手不会因误击三柱门而出局。

## 著名的出局
由于这种少见的出局方式，大多数发生在国际板球中的都是很著名的。，

### 评论失态
1991年的8月9日，英国对西印度之间在起亚椭圆形球场进行的一场比赛中，伊恩·博瑟姆在试图拦击卡特里安·布罗斯倒在了三柱门上，并且因“误击三柱门”而出局。在当天稍晚些的时候，BBC广播电台的布莱恩·约翰斯顿在特殊锦标赛的节目中读出了像往常一样记分卡的详细分数。当他谈到博瑟姆的出局时，他在场的同行乔纳森·阿格纽评论博瑟姆‘就是辟不开腿'。这在当时是一句 双关语，意思是他不能将腿抬高过于柱门，因此而没有避免误击柱门，这也是对性交的一种影射。约翰斯顿慢慢地开始大笑直到不能在继续进行评论，广播因此而暂停而只能听见他发作止不住的笑声。他的反应使博瑟姆的出局可能成了最著名的误击三柱门的出局。以下是那次广播的联结。

### 崩解的球拍的碎片
1921年在德丁利举行的灰烬杯第三次锦标赛的第一局当中，安迪迪尤卡代表英国参加他的唯一的一次锦标赛，挡开了一个由 澳大利亚队的 特德麦当劳所投的快球。迪尤卡的球拍破碎了，碎片飞回来并且打落了一个横木，球被滑倒的外野手从后面接杀。迪尤卡被宣布"接杀"，尽管似乎很可能他已经被宣布为"误击三柱门"。
在1921年晚期，澳大利亚和南非 在 约翰内斯堡的 老弯德瑞斯（Wanderers） 举行的第二次锦标赛中，麦当劳用相似的方式使击球手比利卒驰 Billy Zulch出局，打碎了击球手的球板，导致了碎片飞回来击落了横木，卒驰被宣布为"误击三柱门"。而出局。
国际板球协会从此澄清了此类情况，如果随片或者球板的部分打坏了三柱門，然而击球手不会被宣布为出局，因为必须是用整个球板打中三柱門才出局。

### 打飞的手套
1953年在椭圆形球场 ，萨里队对打 德比郡队 艾伦瑞维尔 的手被亚历克贝德森 飞起来的球而打中。瑞维尔痛苦地甩动他的手，他的手套飞出，击中了三柱门，击落了横木。场地裁判员认为瑞维尔当时仍然在“击球”，并且他因“误击三柱门”出局。

### 掉落的头盔
在板球锦标赛中，4个击球手已经因头盔掉落到三柱门上导致误击三柱门而出局。
在1960-1961，在墨尔本的板球场 上澳大利亚和西印度之间举行的第二次锦标赛(在著名的布里斯班举行的比赛双方得分完全相同的平局之后立即进行的第二次锦标赛)，乔所罗门 在第二局中，先出局而被迫跟随。在击回由顶级旋转投球手 里奇伯诺 投的球之后，他的头盔飞离而击落了横木，因此他因"误击三柱门"而出局。不知道什么不同寻常的原因，澳大利亚的观众人群认为这样的出局是没有体育道德的，并且对他们自己那方起哄。
两个印度 板球运动员已经以相似的情况出局-1974年7月在埃德巴斯敦板球场举行的第三次锦标赛中，阿肖克麦卡德  被英国队的克里斯旧打出局。 还有，1977年12月在布里斯班举行的第一次锦标赛中，迪利普维萨卡 被澳大利亚队的杰夫汤姆森打出局。
在2007年6月9日在老特拉福德 英国队的西印度队之间举行的第三次锦标赛中，当凯文彼得森 的头盔掉落柱门时，"误击三柱门"而出局。投球手当时是德维恩布拉沃，他投了一个很好的蹦球打落了头盔。比赛实况录像重放可以看出球的力量打坏了头盔下颌的系带，因而头盔松了而掉落打中了柱门。
2000年2月新西兰队和澳大利亚队在达尼丁进行的第三次国际板球单日赛中，短道投球手布雷特·李投球打落了新西兰队的亚当帕罗的头盔。头盔掉落到柱门上，帕罗也因"误击三柱门"而出局，在人群中引起一阵轰动。
在埃德巴斯敦的沃里克郡比赛中，迈克尔约翰史密斯骑士 曾经因一阵风吹落头盔，头盔掉落到三柱門而导致出局。[11]

## 著名的出局
巴基斯坦队的伊拉玛哈克  也于2006年8月6日，在德丁利对英国队的第三次锦标赛中因"误击三柱门"而出局，当他试图挡回英国队的旋转投球手蒙蒂帕尼萨投球时，在这样做的过程中，失去平衡，向后倒向三柱门。他又试图从柱门上跳起来，但他完全地绊倒在三柱门的上面。
第一个在国际二十轮的比赛中因"误击三柱门"而出局发生在2007年9月12日，在肯尼亚 和新西兰之间进行的国际板球协会世界20轮比赛，当新西兰队的队员马克吉莱斯皮 投球，力度不够而弹回到肯尼亚队的大卫欧布亚 身上，他当时站在三柱门中最靠近此场地的柱门，球把他推回到他旁边的区域线/边界线上，导致他失去平衡而踩到他们自方的三柱门。
第二个这种方式的出局方式发生在2009年1月 11日澳大利亚和南非之间的一场比赛，当澳大利亚队的肖恩泰特 投球打中了南非队的亚伯拉罕本杰明维里埃 的臀部，导致他向后倒，结果他的球板打落了横木。
最近的也是比较奇异的一次因误击三柱门而出局是 斯里兰卡国际板球队 的队长 库马尔桑卡瑞拉 于2009年9月14在科伦坡举行的三队康柏杯国际单日赛对印度队的最后的决赛中，当他试图一击，随后他的球板滑出他手，向后回到空中，落到三柱门上。
2010年二月28日在AMI体育馆 里举行的国际 20轮赛 中，黑帽 队的柱门守球员加雷思霍普金斯  回击界内四分球，在他这么做的过程中，他向后退时，踩中了三柱门。

## 有争议的非出局
1998年1月，南非在阿德雷德椭圆形 举行的第三次锦标赛最后的决赛中试图加快进程全力取胜时。马克沃 试图拖延只有一端力量支持的南非队的投球手成平局。他被肖恩波洛克  的短球打中了胳膊，在球来时他刚要避开三柱門，他的球板打飞了横木。南非队对误击三柱门的上诉被驳回，沃继续保全那场的平局，从而战胜澳大利亚系列赛。南非队长 海瑟克龙杰  后来用柱门砸向场地裁判员的更衣室的门。根据板球规则的规定，"误击三柱门"只能发生在当球在进行中(从投球手开始跑算起，一直到球不在运行时为止)，在投球间发生总会被认为是死球。